# Best of World Championship Wrestling
Best of World Championship Wrestling (Melhor do Campeonato Mundial de Wrestling, em português) foi um programa de wrestling profissional transmitido nas noites de Sábado no canal TBS, juntamente com os programas de wrestling Georgia Championship Wrestling e NWA World Championship Wrestling. Best of World Championship Wrestling era parte da empresa de wrestling World Championship Wrestling (WCW).

## Primeiros Anos
O programa começou nos Anos 70 financiado pela GCW, que em 1984 teve o nome mudado para World Championship Wrestling. O programa ficou inativo quando Vince McMahon comprou o programa em 14 de Julho de 1984 (quando o horario ficou sendo chamado de Black Saturday). Quando McMahon comprou as noites de sábado da TBS de Jim Crockett Promotions, a edição de sábado de World Championship Wrestling ressurgiu, com o nome de Best of Championship Wrestling e depois vindo a ser chamado de Best of World Championship Wrestling. Tempo depois, as exibições do programa começaram a ser infrequentes pelo fato da TBS ter começado a disputar o horário com o programa de basebol Atlanta Braves e o programa de basquetebol Atlanta Hawks.